# Rivière Madawaska (Ontario)
Pour les articles homonymes, voir Rivière Madawaska.
La rivière Madawaska est une rivière du bassin versant du fleuve Saint-Laurent située en Ontario au Canada. La rivière est longue de 230 km et draine une région de 8 470 km2 Son nom est dérivé de celui d'une bande algonquienne de la région, Matouweskarini, qui signifie « peuple des petits fonds ».

## Géographie

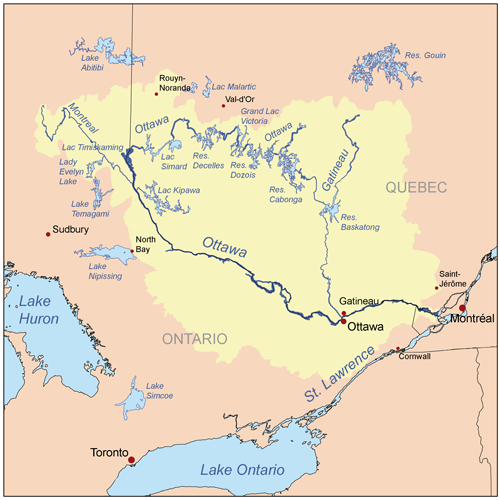
Carte du bassin hydrographique des Outaouais.

La rivière Madawaska prend sa source au lac Source dans le canton de Canisbay, au sud du parc Algonquin, dans le district de Nipissing. Elle coule en direction est et elle perd environ 380 m d’altitude avant de se jeter dans la rivière des Outaouais à Arnprior.

## Histoire
À la fin du XIXe siècle, la rivière servait au transport du bois provenant des forêts environnantes. Depuis les années 1960, on s’en sert pour générer de l’électricité par le biais de barrages hydroélectriques. Les parties non aménagées de la rivière continuent d’être utilisées pour la navigation en canot et en kayak, ainsi que pour la pêche sportive.

## Affluents
- Rivière Opeongo
- Rivière York

## Lacs et réservoirs
Il existe de nombreux lacs dans la partie inférieure de la rivière dont :
- Lac Centennial
- Lac Black Donald
- Lac Calabogie
- Réservoir Madawaska

## Faune
Les espèces les plus communes de poissons de la rivière Madawaska sont le doré jaune, le grand brochet, le maskinongé, l’achigan à petite bouche et l’achigan à grande bouche.

## Parcs provinciaux
Deux sections de la rivière ont reçu la désignation « parcs aquatiques » de Parcs Ontario et sont protégées :
- Parc provincial Upper Madawaska River, entre Whitney et Madawaska (10,85 km2)
- Parc provincial Lower Madawaska River, entre Latchford Bridge et Griffith (12 km2)

Les deux parcs sont gérés par Parcs Ontario mais ne sont pas fonctionnels, c’est-à-dire qu’il n’existe aucune installation pour les visiteurs et qu’aucun service n’est disponible. Les deux sites sont idéaux pour le canotage en eau vive.